# خفاش میوه‌خوار بینی‌لوله‌ای کیست
خفاش میوه‌خوار بینی‌لوله‌ای کیست (نام علمی: Nyctimene keasti) نام یک گونه از سرده خفاش‌های میوه‌خوار بینی‌لوله‌ای است.